# Мураній Іван Іванович
Іван Іванович (Яношевич) Мурані (Мураній), (9 березня 1881, Тур'ї Ремети, Ужанська жупа, Угорське королівство — 28 жовтня 1945, Ужгород, УРСР — закарпатський педагог та культурний діяч, грекокатолицький священник.

## Біография
ПоходженняІван Мураній народився 9 березня 1881 р. в родині Івана (Яноша) Муранія, старшини австро-угорської армії, та Гелени Мураній, народженої Натолі, поповни, чий рід походив від молодшої сестри О. Духновича Зузани.
НавчанняПісля закінчення Ужгородської гімназії він поступив у Будапештський технічний університет (Királyi József Műegyetem), але мусив залишити його через два роки через смерть батька, бо мати не мала грошей, щоб платити за навчання. Закінчив Ужгородську духовну семінарію, де навчання було безкоштовним. Одружився з Лаурою Сильвай, дочкою письменника Івана Сильвая, який був тоді священником у Реметах. 1905 р. помазаний на священство.
СлужбаСлужив в с. Нересниця Тячівського р-ну (1907—1910) та Березів Хустського р-ну (1910—1919). В Нересниці народилися дочки Надія і Георгіна, в Березові ще двоє дітей: Микола і Катерина. 15 січня 1915 р. передчасно померла його дружина Лаура, залишивши на нього четверо дітей, з яких найстарша, Надія, мала лише 6 років. З 1920 р. переходить на педагогічну працю в Ужгороді як професор «русинської мови» та латини, географії і математики, спочатку у гімназії (1920—1933), а потім у грекокатолицькій учительській семінарії (1933—1943).
Останні рокиВосени 1944 року активну працю Івана Мураній перервав прихід радянської армії та початок терору з боку НКВС. У листопаді 1944 р. був безпідставно заарештований Іван Гарайда, його близький приятель, який у грудні того ж року помер у застінках СМЕРШ. Іван Мурані тяжко переживав смерть свого колеги та атмосферу репресій, він серйозно захворів. 2 липня 1945 НКВС заарештував Олександра Мейсароша, зятя Івана Муранія, чоловіка його старшой дочки Георгіни, головного лісового інженера Народної ради Закарпатської України. Також після його арешту були вилучені без документів та опису коштовності, які упали в очі працівникам НКВС, а в наступні дні, ще задовго до суду, його родину виселили з житла, де оселився новопризначений радянський урядовець. Приводом для арешту був донос, нібито він ходив до лісу, де переховувалися партизани українського спротиву, та ще з рушницею (на яку він мав право як лісник) — цього вистачило, щоб О. Мейсароша 5 листопада 1945 було присуждено 8 років таборів з наступним 5-річним обмеженням прав, але вже наступного року той помер.
28 жовтня 1945 Іван Мурані помер від хвороби та стресу від пережитого. Був похований на цвинтарі Ужгородського замку. Цвинтар був знищений 1965 р., коли на його місці був збудований музей народної архітектури та етнографії.
Після смерті Івана Мурані були репресовані його діти Микола і Георгіна, а його домашній архів конфіскували і, можливо, знищили. Ім'я Івана Мурані замовчувалося в радянській історіографії.

## Творчість
Іван Мурані, поряд з викладацькою працею, був автором математичних наукових праць, за що був обраний членом-кореспондентом Угорської академії наук. Був співавтором підручників математики та автором підручника астрономії (1933). Був втрачений рукопис його підручника граматики русинського діалекту, який він використовував у заняттях зі своїми учнями.
В 1940. рр. він активно виступав з літературними публікаціями у часописі Литературна недѣля, де в роках 1941—1944 опублікував 19 прозаїчних творів. Окремими брошурами вийшли історична п'єса Тарасович про впровадження церковної унії у Закарпатті, комедія у 3 діях Тестамент (обидві 1936), збірки прози Оповѣданя и байки (1941), Давнѣ дяки та иншѣ оповѣданя (1943), переклад п'єси В. Шекспіра Живот и смерть короля Ричарда III-го (1942). У різних періодичних виданнях публікував статті на теми педагогіки, мовного питання, мемуари, литературну критику.